# V604 Андромеды
V604 Андромеды (лат. V604 Andromedae) — одиночная переменная звезда в созвездии Андромеды на расстоянии (вычисленном из значения параллакса) приблизительно 4297 световых лет (около 1318 парсеков) от Солнца. Видимая звёздная величина звезды — от +16m до +15,4m.

## Характеристики
V604 Андромеды — красная пульсирующая полуправильная переменная звезда (SR) спектрального класса M. Эффективная температура — около 3299 K.